# Барин Степан Якович
Степан Якович Барин (нар. 14 листопада 1914, Дзигівка — пом. 3 червня 1983, Нижній Тагіл) — радянський сталевар, новатор виробництва, Герой Соціалістичної Праці.

## Біографія
Народився 14 листопада 1914 року в селі Дзигівці Ямпільського повіту Подільської губернії Російської імперії (тепер Могилів-Подільський район Вінницької області, Україна). З 1933 року працював на Криворізькому металургійному комбінаті електросталеплавщиком в фасонно-ливарному цеху. 
1937 року його, як досвідченого сталевара, перевели  на Харківський тракторний завод для пуску електросталеплавильних печей.
У 1941 році з заводом евакуйований  в місто Нижній Тагіл. Працював в цеху дрібного сталевого лиття Уралвагонзаводу майстром, старшим майстром сталеплавильного відділення. У 1958 році закінчив Нижньотагільський машинобудівний технікум за спеціальністю «Електрообладнання промислових підприємств і установок». В ході трудової діяльності ініціював впровадження нового методу футерування електросталеплавильних печей вогнетривкою пластичною масою замість цегли, що привело до підвищення їх працездатності без зупинки на холодний ремонт з 60—80 плавок до 40 тисяч. Метод знайшов широке застосування в металургійній промисловості як в СРСР, так і в країнах Європи.
Обирався членом ЦК профспілки працівників транспортного машинобудування, членом Пленуму ЦК КПРС. У 1960-ті роки очолював на заводі раду новаторів, яка займалася питаннями передачі і впровадження досвіду передовиків, залучення робітників до управління виробництвом.
Помер у Нижньому Тагілі 3 червня 1983 року. Похований на міському кладовищі «Піхтові гори».

## Нагороди
- Герой Соціалістичної Праці: медаль «Серп і Молот» № 9093, орден Леніна № 328881 (19 липня 1958; за видатні успіхи, досягнуті в справі розвитку чорної металургії).